# Rocketdyne F-1
För andra betydelser, se F1.
F-1 var en kraftfull raketmotor som tillverkades av Rocketdyne. Fem F-1-motorer användes i  Saturn V raketens första steg.
F-1 är den kraftigaste vätskedrivna raketmotor med en brännkammare som byggts.
Under utvecklingen hade motorn stora problem med ojämn förbränning och skakningar vilket ledde till att motorerna exploderade. Detta löstes till slut med en platta med riktade hål som spred bränslet i dysan för en jämnare förbränning.
Totalt användes 65 F-1-motorer vid 13 uppskjutningar mellan 1967 och 1973. Mellan varje uppskjutning, från Apollo 8 till 17, gjordes små förbättringar av motorerna baserat på information från föregående uppskjutningar, vilket gjorde att man på de senare expeditionerna kunde ha högre last än på  de tidigare. Utöver Apollo användes motorerna och Saturn V även för att skjuta upp rymdstationern Skylab. Det tillverkades 10 st motorer för två Saturn V som användes till att testa fordonet innan första uppskjutning. 10 motorer byggdes till två Saturn V som inte färdigställdes och således aldrig flög. 
10 januari 2013 startades en F-1-motor för första gången på 40 år. Detta för att samla in data som sedan användes i utvecklinegen av motorerna till SLS-raketen. Tanken var att utveckla en ny version av F-1 benämnd F-1B. Den skulle vara helt maskintillverkad, till skillnad från den urspringliga varianten som var handbyggd och där alla motorer var unika. Designen skulle även förenklas. Utvecklingen lades dock ner till förmån för RS-25 som kunde återanvändas från rymdfärjan.
Eftersom Apollo-raketen inte var återanvändbar lät man alla falla tillbaka och krascha i norra Atlanten efter att de tömts på bränsle och separerats från de övre stegen. 20 mars 2013 meddelade Jeff Bezos att han hade bärgat två F-1-motorer som sades härstamma från uppskjutningen av Apollo 11 från botten av Atlanten.  En av motorerna, som visats sig komma från Apollo 12, finns sedan maj 2017 utställd på The Museum of Flight i Seattle. 